# Granny Smith 3196
Granny Smith 3196 es el nombre de una variedad cultivar de manzano (Malus domestica). Esta manzana está cultivada en la colección de la Estación Experimental Aula Dei (Zaragoza) con n.º de accesión "3196". Esta manzana es originaria de Australia. Actualmente conserva interés comercial en los valles del Jalón y Jiloca (provincias de Zaragoza y Teruel).

## Sinónimos
- "Manzana Granny Smith 3196".[5][7][8]

## Historia
'Granny Smith' tiene su origen en Australia, se la considera que es descendiente de las manzanas silvestres francesas que cultivaba la abuela australiana Maria Ann Smith. 'Granny Smith 3196' está cultivada en la Comunidad autónoma de Aragón. Aparece en catálogos comerciales del siglo XIX (Huerta-Jardín de Bruil de Zaragoza, 1877).
Variedad que conserva interés comercial con abundante producción en la provincia de Zaragoza en el valle del río Jalón y en la provincia de Teruel en el valle del río Jiloca donde alcanzan una elevada calidad.

## Características

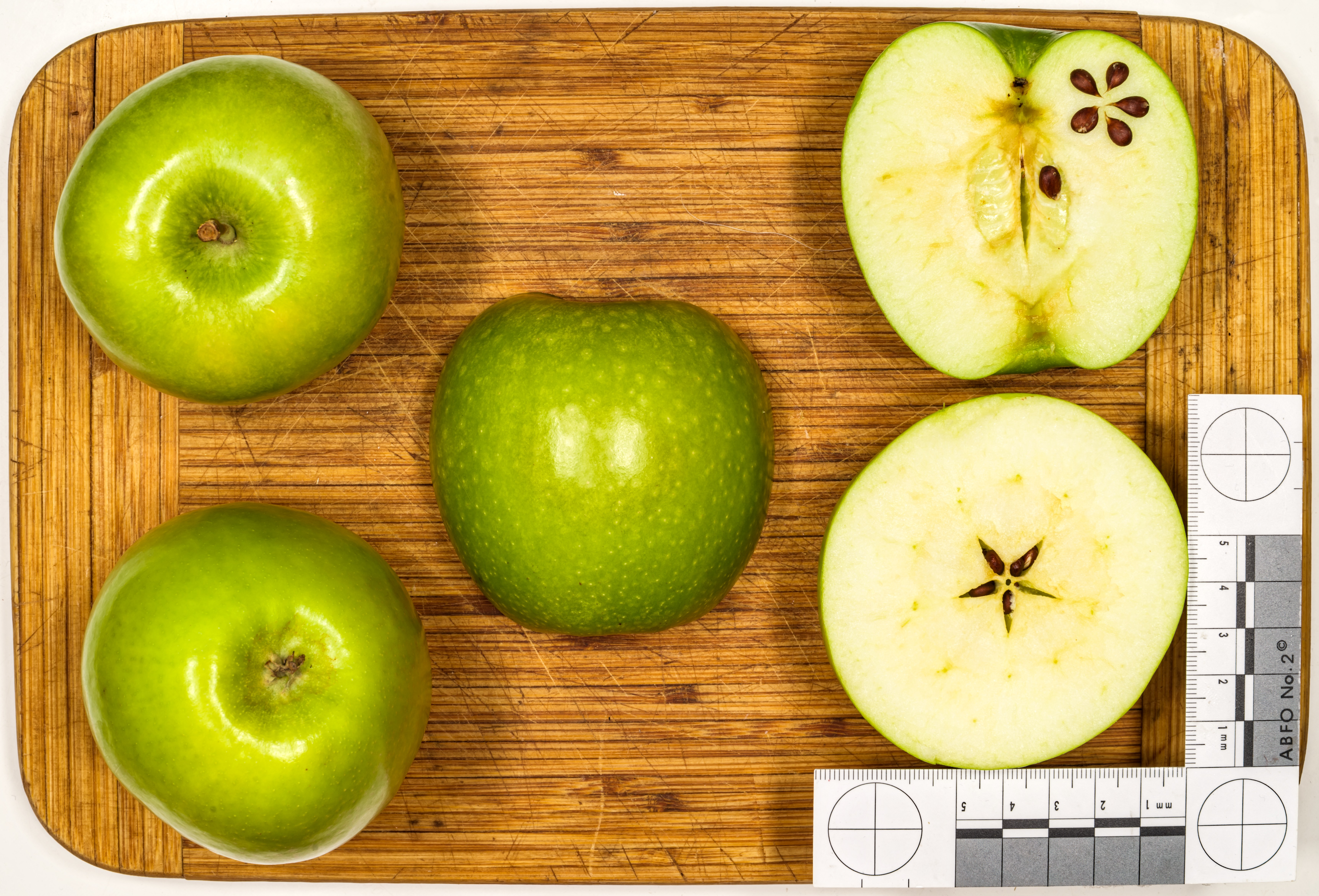
Manzana 'Granny Smith' en secciones.

El manzano de la variedad 'Granny Smith 3196' tiene un vigor medio; porte parcialmente llorón, con vegetación muy tupida, hoja pequeña; tubo del cáliz ancho o mediano, triangular o alargado en forma de cono o de embudo con tubo largo, y con los estambres insertos bajos, pistilo fuerte. Tiene un tiempo de floración muy precoz, floración corta, y época de recolección tardía.
La variedad de manzana 'Granny Smith 3196' tiene un fruto de tamaño pequeño o medio; forma globosa cónica, generalmente más alta que ancha, con contorno irregular, oblongo o elíptico, casi siempre rebajado de un lado; piel lisa, levemente untuosa, acharolada; con color de fondo verde hierba fresca, sobre color ausente, con un punteado pequeño, espaciado, ruginoso, y con una sensibilidad al "russeting" (pardeamiento áspero superficial que presentan algunas variedades) muy débil; pedúnculo largo, fino, leñoso, anchura de la cavidad peduncular estrecha, profundidad cavidad pedúncular marcadamente profunda, con fondo verde o entremezclado con canela, bordes irregulares, a veces de tangente inclinada, con frecuencia aparecen unas depresiones desde el fondo, y con una importancia del "russeting" en cavidad peduncular débil; anchura de la cavidad calicina amplia o mediana, profundidad de la cavidad calicina poco profunda y en forma de cubeta, bordes suavemente ondulados, importancia del "russeting" en cavidad calicina débil; ojo pequeño, cerrado o entreabierto; sépalos cortos y triangulares, con las puntas vueltas hacia fuera.
Carne de color verdoso; textura firme, jugosa; sabor de acidez baja, contenido de azúcares medio, dulce, perfumada, excelente; corazón pequeño, bulbiforme, levemente marcado por las líneas del corazón; eje abierto o solamente agrietado; celdas pequeñas; semillas pequeñas.
La manzana 'Granny Smith 3196' tiene una época de maduración y recolección tardía, su recolección comercial se lleva a cabo a mediados de octubre, en Zaragoza. Se usa como manzana fresca de mesa. Aguanta conservación en frío hasta cuatro meses.
De entrada en producción más bien lenta, es posteriormente muy productiva, con acusada tendencia a la vecería (Contrañada), por lo que es necesario un  cuidadoso aclareo.